# Гайтсвілл (Північна Кароліна)
Гайтсвілл (англ. Hightsville) — переписна місцевість (CDP) в США, в окрузі Нью-Гановер штату Північна Кароліна. Населення — 710 осіб (2020).

## Географія
Гайтсвілл розташований за координатами 34°16′8″ пн. ш. 77°56′16″ зх. д. / 34.26889° пн. ш. 77.93778° зх. д. (34.268879, -77.937879).  За даними Бюро перепису населення США в 2010 році переписна місцевість мала площу 4,20 км², з яких 3,82 км² — суходіл та 0,38 км² — водойми.

## Демографія
Згідно з переписом 2010 року, у переписній місцевості мешкало 739 осіб у 152 домогосподарствах у складі 85 родин. Густота населення становила 176 осіб/км².  Було 180 помешкань (43/км²).
Расовий склад населення:
| - 62,4 % — білих - 33,2 % — чорних або афроамериканців - 1,5 % — корінних американців - 0,3 % — азіатів |

До двох чи більше рас належало 2,0 %. Частка іспаномовних становила 2,6 % від усіх жителів.
За віковим діапазоном населення розподілялося таким чином: 8,3 % — особи молодші 18 років, 86,2 % — особи у віці 18—64 років, 5,5 % — особи у віці 65 років та старші. Медіана віку мешканця становила 42,0 року. На 100 осіб жіночої статі у переписній місцевості припадало 293,1 чоловіків;  на 100 жінок у віці від 18 років та старших — 352,0 чоловіків також старших 18 років.
Цивільне працевлаштоване населення становило 202 особи. Основні галузі зайнятості: роздрібна торгівля — 27,7 %, публічна адміністрація — 26,2 %, освіта, охорона здоров'я та соціальна допомога — 18,3 %.